# Warhammer 40,000: Deathwatch
Warhammer 40,000: Deathwatch (sous-titré Tyranid Invasion sur iOS) est un jeu vidéo de stratégie au tour par tour développé et édité par Rodeo Games, sorti en 2015 sur Windows, PlayStation 4 et iOS.

## Accueil
- Gamezebo : 3,5/5[1]
- Jeuxvideo.com : 14/20[2]
- Pocket Gamer : 8/10[3]
- TouchArcade : 4,5/5[4]